# Gare de Xiong'an
La gare de Xiong'an (chinois : 雄安站) est une gare du comté de Xiong, dans la nouvelle région de Xiong'an, dans la province du Hebei, en Chine.

## Histoire
La gare de Xiong'an est mise en service le 27 décembre 2020. Cette gare dispose d'une superficie totale construite de 130 000 m2, ce qui en fait la plus grande gare d'Asie. Ce projet de gare est conçu en collaboration avec l'agence française d'architecture AREP, filiale de la Société nationale des chemins de fer français (SNCF), ainsi que China Railway Design Corporation, China Architecture Design & Research Group, BMEDI et China Academy of Urban Planning & Design. La construction a commencé le 29 août 2018 par China Railway 12th Bureau Group, China Railway Construction Engineering Group, China Construction Third Engineering Bureau et s'est terminée fin 2020.
Le concept est inspiré du lac Baiyang et de sa culture de l'eau. La forme ovale symbolise une goutte de rosée sur un lotus ou une source jaillissante. Les couches ondulées sur le toit ressemblent à des ondulations à la surface de l'eau. La conception de la façade utilise des éléments traditionnels chinois,. Il dispose d'un réseau de panneaux solaires sur son toit d'une capacité installée de 6 MW.

## Service des voyageurs

### Accueil
Le hall de la gare de Xiong'an a trois étages en surface et deux niveaux en sous-sol. Le rez-de-chaussée abrite le hall d'attente et le terminus de bus et le deuxième étage est constituée des quais de la plate-forme ferroviaire. Le troisième étage est la salle d'attente surélevée. Le premier sous-sol est destiné au futur développement commercial et le deuxième sous-sol est destiné à la ligne de métro M1.
| 3F        | Salle d'attente surélevée (bientôt ouverte)[Quand ?]       | Barrière d'enregistrement (1-19C), toilettes                                                                                               | Barrière d'enregistrement (1-19C), toilettes                                                                                               |
| 2F        | Quais                                                      | Quais 1-19, pour les trains R1 et R2 | Quais 1-19, pour les trains R1 et R2 |
| Mezzanine | Sortie                                                     | Sortie 1-4, paiement à l'arrivée, transfert ferroviaire                                                                                    | Sortie 1-4, paiement à l'arrivée, transfert ferroviaire                                                                                    |
| Mezzanine | Zone payante                                               | Zone d'affaires pour les passagers | Zone d'affaires pour les passagers |
| Mezzanine | Zone non payante                                           | Couloir touristique | Couloir touristique |
| Mezzanine | Gare routière                                              | Embarquement pour la navette du comté de Xiong et du comté d'Anxin                                                                         | Embarquement pour la navette du comté de Xiong et du comté d'Anxin                                                                         |
| 1F        | Salle d'attente au sol                                     | Porte d'enregistrement (1-19A/b), toilettes, centre de service 12306, zone d'attente commerciale, militaire et pour personnes prioritaires | Porte d'enregistrement (1-19A/b), toilettes, centre de service 12306, zone d'attente commerciale, militaire et pour personnes prioritaires |
| 1F        | Passage d'entrée                                           | Entrée, contrôle de sécurité, contrôle d'identité                                                                                          | Entrée, contrôle de sécurité, contrôle d'identité                                                                                          |
| 1F        | Centre de service intégré                                  | Centre de service intégré (billetterie) | Centre de service intégré (billetterie) |
| 1F        | Place est (ouvert bientôt)[Quand ?]                        | Terminus de bus, station de taxis, parking, aire de débarquement                                                                           | Terminus de bus, station de taxis, parking, aire de débarquement                                                                           |
| 1F        | Place ouest                                                | Place ouest | Place ouest |
| B1        | Échangeur de trafic (bientôt ouvert)[Quand ?]              | Hall d'échange, hall de la station de métro                                                                                                | Hall d'échange, hall de la station de métro                                                                                                |
| B1        | Zone de développement commercial (bientôt ouvert)[Quand ?] | Zone d'activité réservée | Zone d'activité réservée |
| B2        | Quai du métro                                              | Quai de la ligne de métro M1 | Quai de la ligne de métro M1 |

### Desserte
Elle est desservie par les lignes de transit ferroviaire Xiong'an R1 (zh) et R2.

installations et desserte
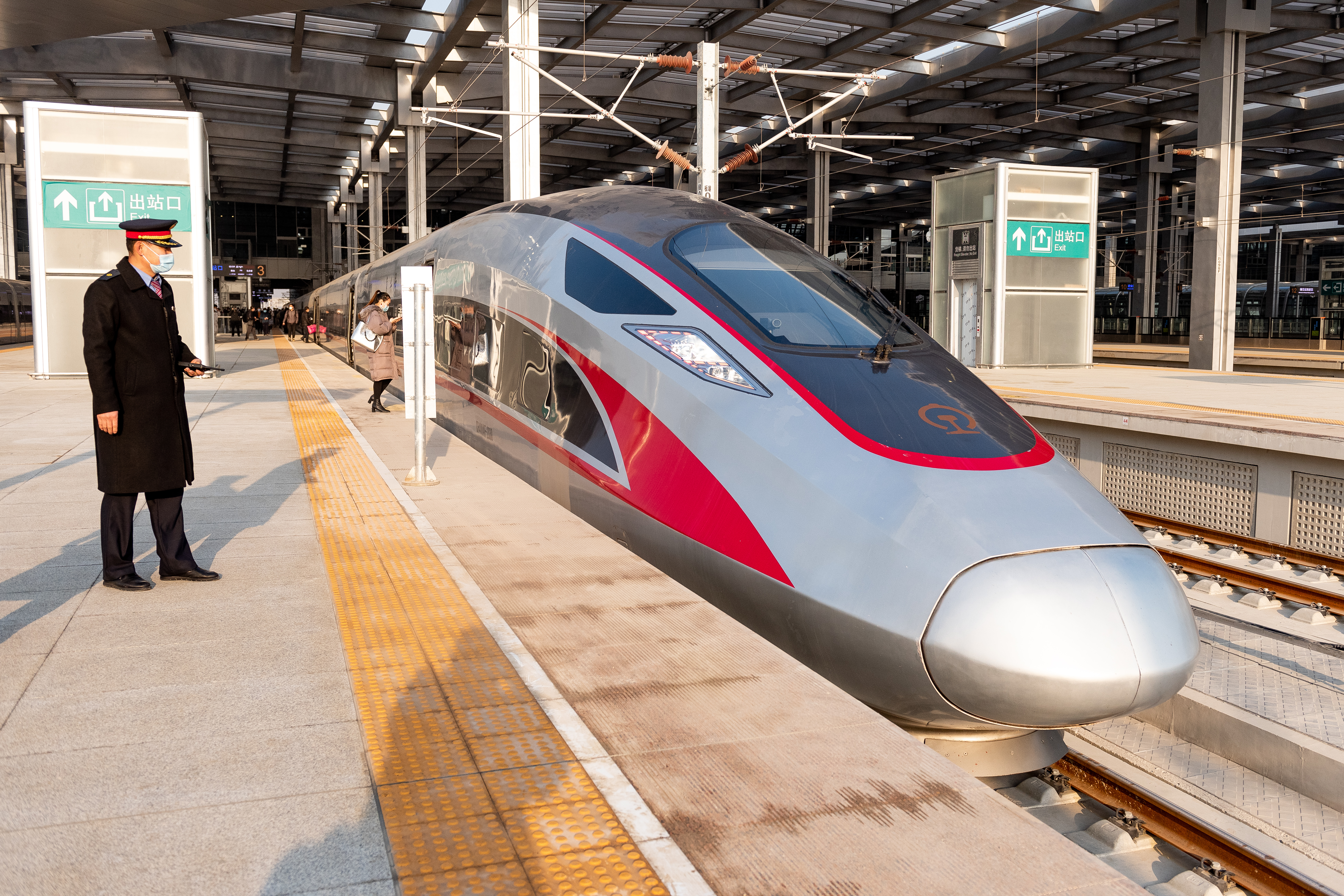
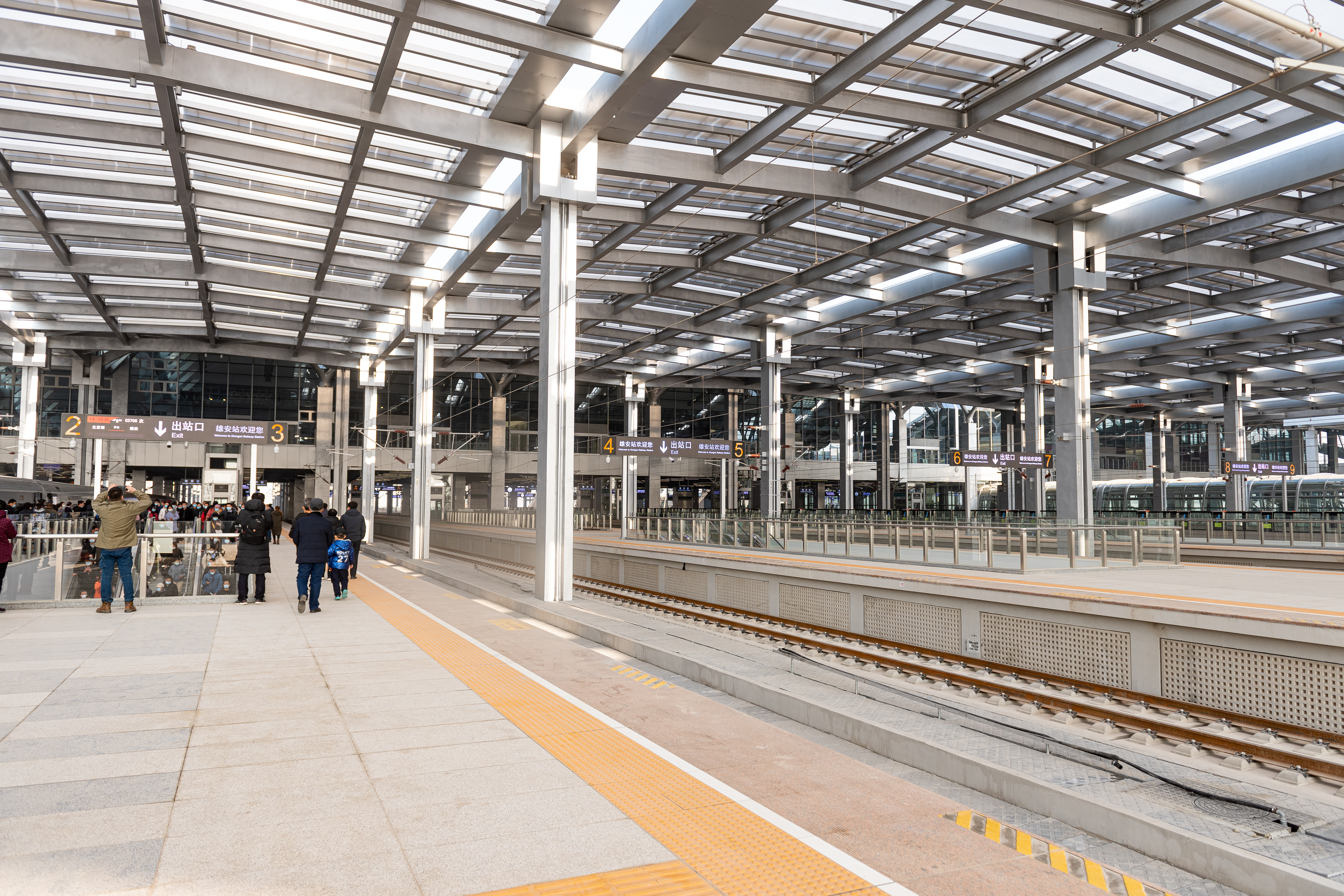
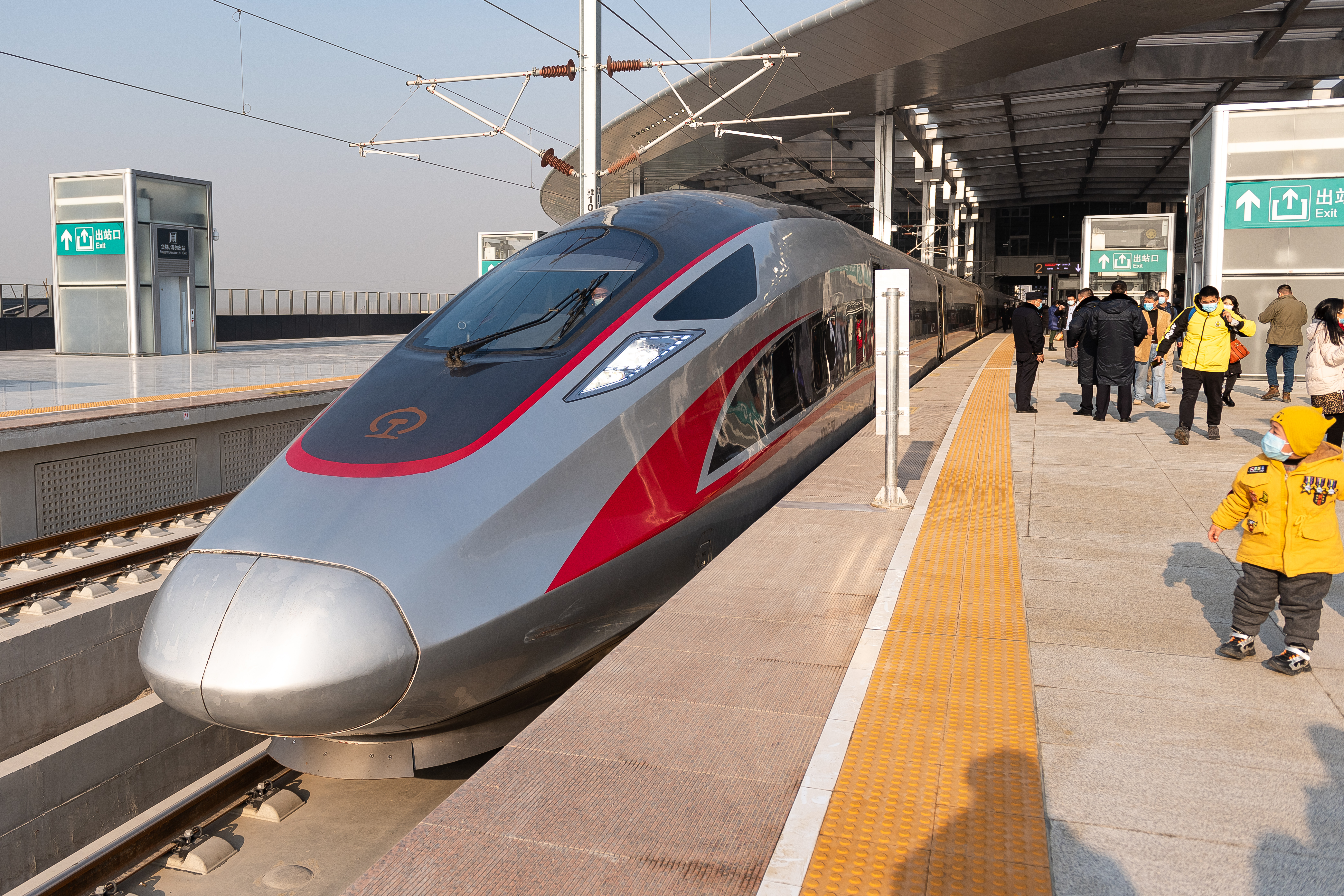

### Intermodalité
Des autobus desservent la gare.

## Projet
La gare sera également connectée au système de transit ferroviaire de Xiong'an à l'avenir[Quand ?].